# Azzedine Alaïa
Azzedine Alaïa (en idioma árabe: عز الدين عليّة; Jemmal, Túnez; 26 de febrero de 1935 - París, Francia; 18 de noviembre de 2017) fue un modisto y diseñador de zapatos tunecino, particularmente exitoso desde los años 1980.

## Biografía
Alaïa nació en Jemmal, Túnez, el 26 de febrero de 1935. Sus padres eran granjeros de trigo, pero su glamurosa hermana melliza Hafida inspiró su amor por la alta costura. La señora Pineau, una amiga francesa de su madre alimentó la instintiva creatividad de Alaïa al enseñarle algunos ejemplares de la revista Vogue. Más adelante, mintió sobre su edad para ingresar a la École des Beaux-Arts ('Escuela de Bellas Artes') de Túnez donde estudió escultura, mientras empezaba a trabajar como modista con su hermana para pagarse los útiles escolares.
Después de su graduación, Alaïa trabajó como asistente de costura y pronto comenzó a crear atuendos para clientes privados. En 1957 se mudó a París para trabajar en el diseño de modas. En esa ciudad, trabajó como sastre para Christian Dior, posteriormente para Guy Laroche durante dos temporadas y finalmente para Thierry Mugler y Charles Jourdan, hasta que inauguró su primer taller en el pequeño departamento que poseía en la calle Bellechasse en los años 1970. Desde ese diminuto lugar de trabajo, y durante casi veinte años, vistió de manera privada a la jet set mundial, desde Marie-Hélène de Rothschild hasta Louise de Vilmorin, pasando por la actriz Greta Garbo, quien solía visitarlo de incógnito para sus pruebas de vestuario.
Alaïa produjo su primera colección prêt-à-porter en 1980, año en que se mudó a un taller más amplio en la calle Du Parc-Royal del barrio Le Marais. En 1984 fue elegido como Mejor Diseñador del Año y su trabajo ganó el premio a Mejor Colección del Año en los «premios Óscar de la moda», entregados por el Ministerio de Cultura de Francia en un memorable evento donde la cantante Grace Jones cargó a Alaïa en sus brazos sobre el escenario.
Su carrera se disparó cuando dos de las editoras de moda más poderosas de la época, Melka Tréanton de Depeche Mode y Nicole Crassat de French Elle, le apoyaron desde sus revistas. Para 1988, había abierto boutiques en Nueva York y Beverly Hills además de en París. Sus prendas, seductoras y ceñidas, fueron un éxito y los medios lo apodaron 'El Rey de la Adherencia'. Entre sus clientas más devotas se encontraban Grace Jones (que lució varias de sus creaciones en A View to a Kill), Tina Turner, Raquel Welch, Madonna, Janet Jackson, Brigitte Nielsen, Naomi Campbell, Stephanie Seymour, Carine Roitfeld y Carla Sozzani.
A mediados de los años 1990, tras la muerte de su hermana, Alaïa prácticamente desapareció de la escena de la moda, sin embargo, continuó atendiendo a una clientela privada y continuaba con éxito sus líneas pret-a-porter. Presentaba sus colecciones en su propio espacio, en el corazón del Marais, donde reunió su taller creativo, boutique y sala de exposición bajo el mismo techo.